# Robot tình dục

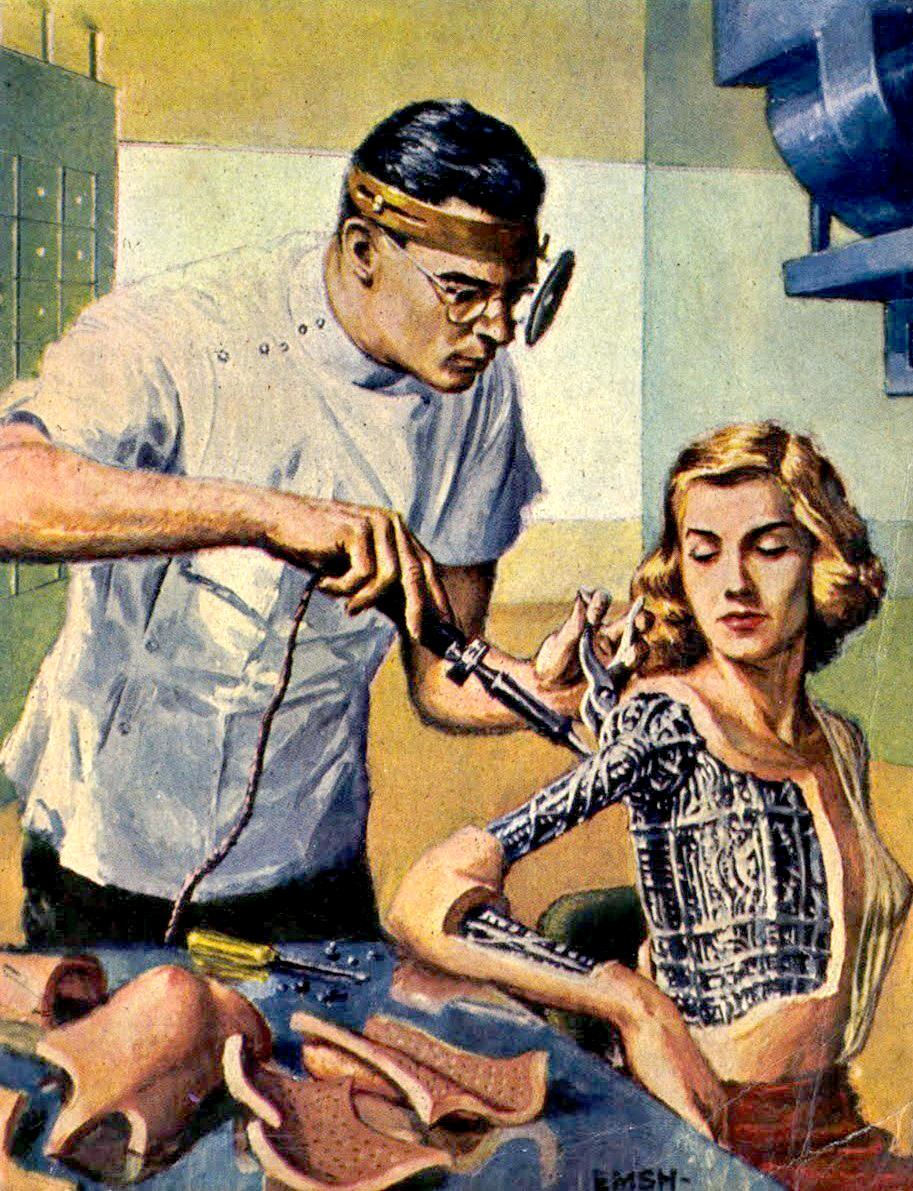
Quan niệm của một nghệ sĩ về một robot hình người từ tạp chí khoa học viễn tưởng Galaxy năm 1954.

Robot tình dục hoặc là một dạng búp bê tình dục robot hình người mang tính giả thuyết. Năm 2017, búp bê tình dục "Harmony" đã được tạo ra, có thể giao tiếp và cử động nét mặt.
Có nhiều tranh cãi về việc liệu việc phát triển robot tình dục có hợp lý về mặt đạo đức hay không. Năm 2016, đã có lời kêu gọi cấm tạo ra robot tình dục hình người. Năm 2015, công ty robot Nhật Bản SoftBank đã cấm quan hệ tình dục với các sản phẩm của họ.

## Từ nguyên
Những người bị cuốn hút bởi robot tình dục đôi khi được gọi là digisexual hoặc robosexuals.
Robot tình dục nam được gọi là malebots hoặc manbots. Các thuật ngữ trung tính về giới tính cho robot tình dục bao gồm robot khoái cảm, sex droid, love-bot, love droid hoặc eroto-bot. Robot tình dục nữ được gọi là chick-bot hoặc fembots.

## Tiên đoán
Vào năm 2014, David Levy, nhà vô địch cờ vua và là tác giả cuốn Love and Sex with Robots trả lời trong một cuộc phỏng vấn với Newsweek rằng: "Tôi tin rằng robot tình dục sẽ là một lợi ích tuyệt vời cho xã hội [...] Có hàng triệu người ngoài kia, vì lý do này hay lý do khác, không thể thiết lập mối quan hệ tốt." Ông dự đoán rằng điều này sẽ diễn ra vào giữa thế kỷ 21.